# William Lionel Wyllie
William Lionel Wyllie RA (Londres, 5 de julho de 1851 – Idem, 6 de abril de 1931), também conhecido como WL Wyllie, foi um pintor britânico especialista em arte marinha.

## Biografia
Nascido no seio de uma família com habilidades artísticas – o pai William Morison Wyllie, o irmão Charles William Wyllie e o meio-irmão Lionel Smythe também eram pintores – WL Wyllie completou o treinamento básico exigido na Heatherley School de Belas Artes. De 1866 a 1869, ele estudou na Royal Academy em Londres com grandes nomes como Frederic Leighton, John Everett Millais, Edwin Landseer e outros da era vitoriana. Em 1869 foi premiado com a Medalha Turner pela melhor pintura de paisagem Dawn after a Storm (1869).
Em 1879, casou-se com Marion Amy Carew (1860–1937), com quem teve nove filhos.

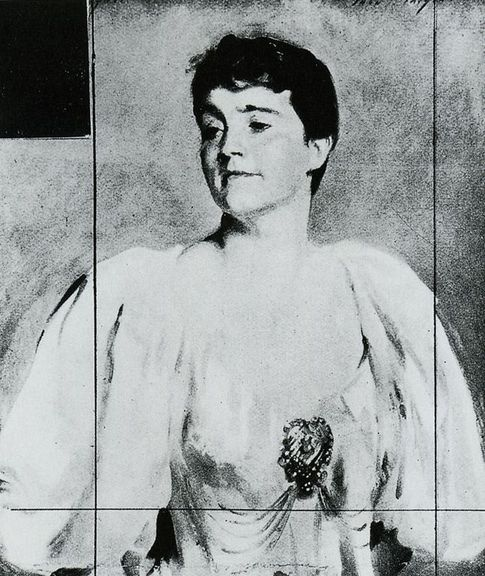
Marion Amy Carew

Em 1899 foi contratado pela Royal Academy e expôs suas obras The Phantom Ship (c. 1889) e Davy Jones' Locker (1890). Ele criou inúmeras aquarelas, pinturas a óleo, gravuras e águas-fortes. Durante a Primeira Guerra Mundial, serviu como correspondente de guerra; sua pintura Iron Duke Opening Fire (1917) data desse período.

## Obras

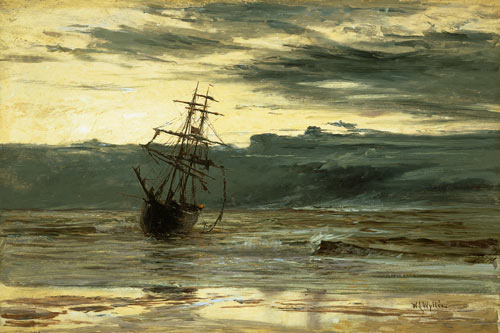
Dawn after a Storm (1869)
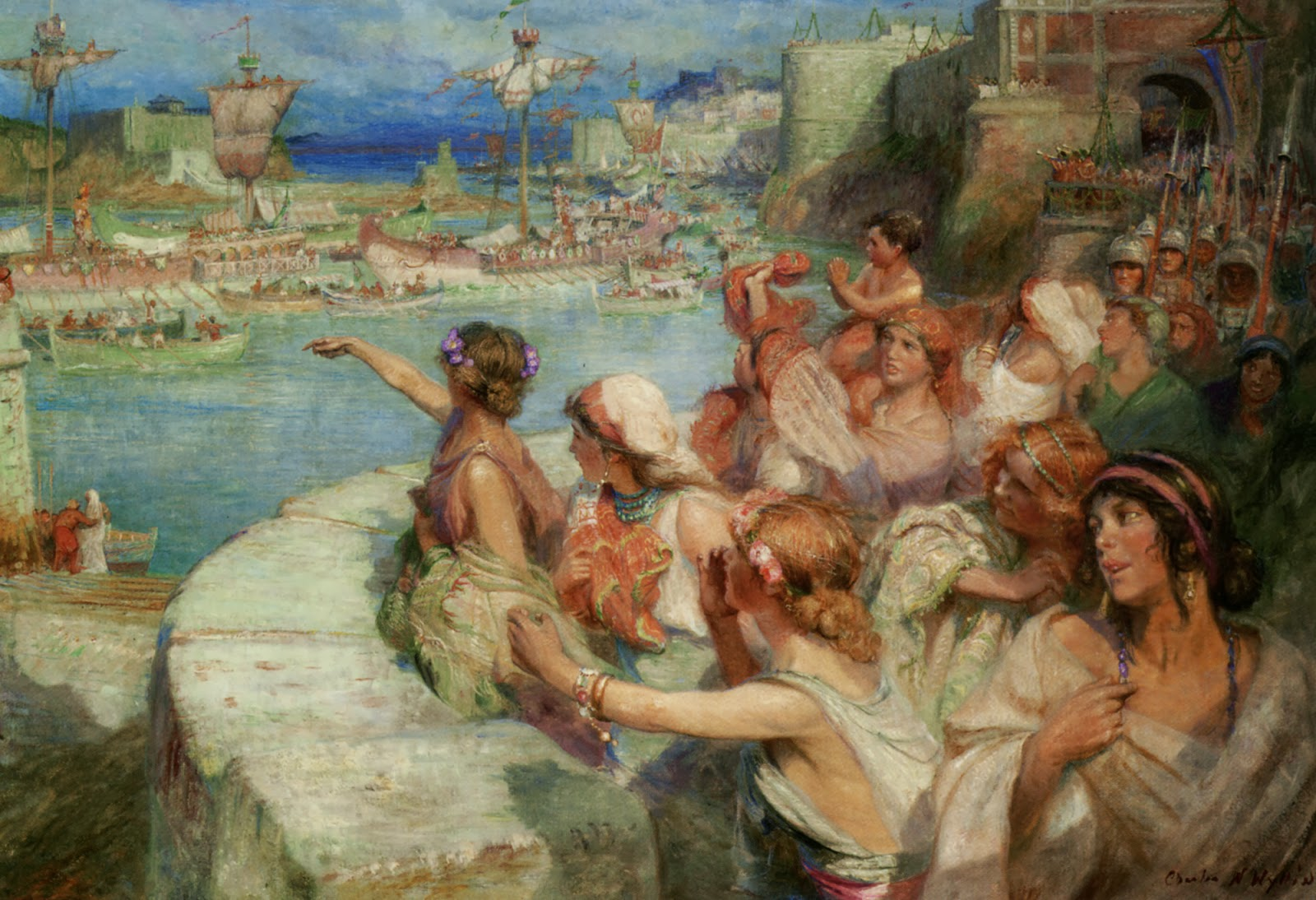
Home with Glory (c. 1890)
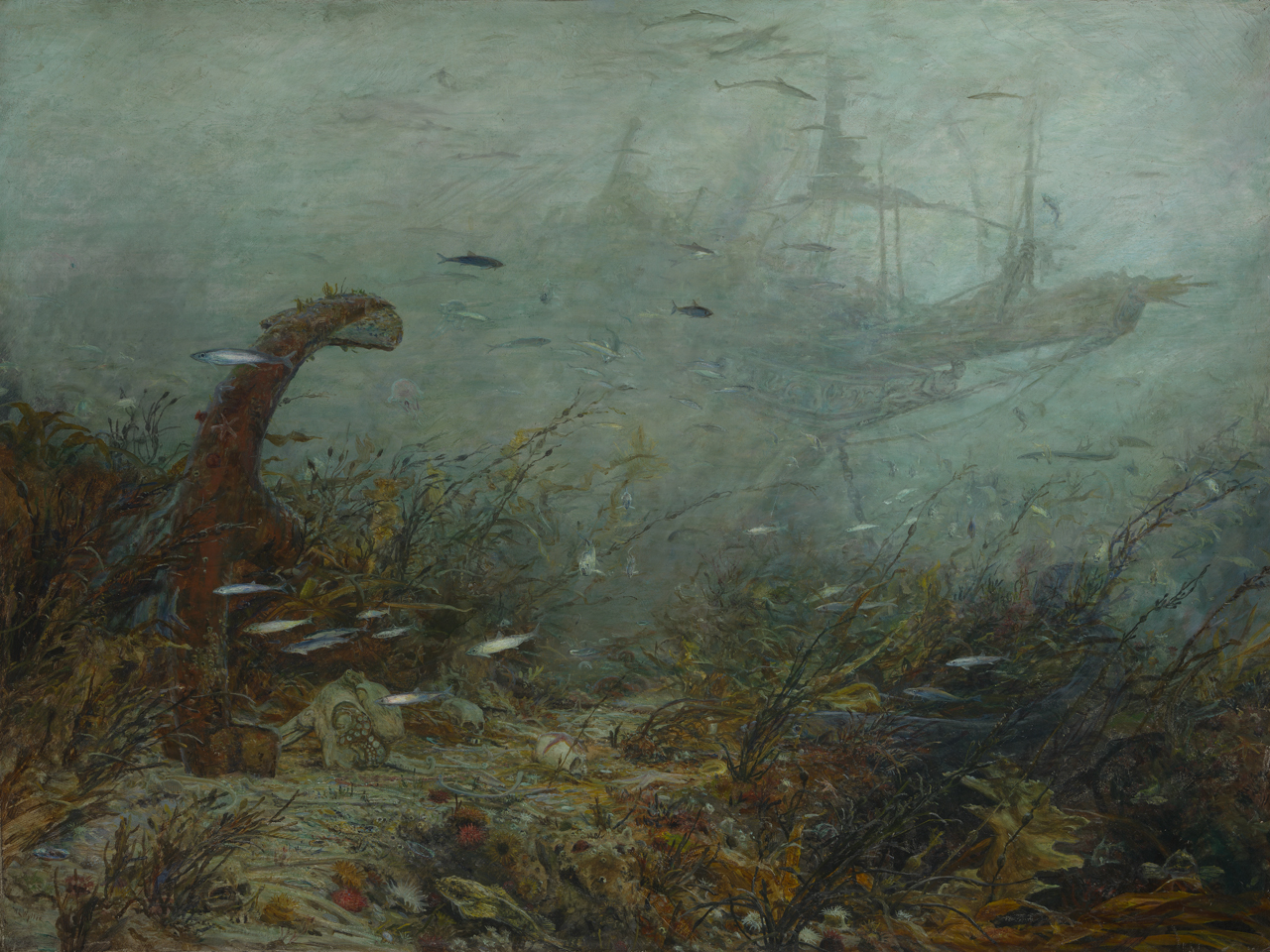
Davy Jones' Locker (1890)
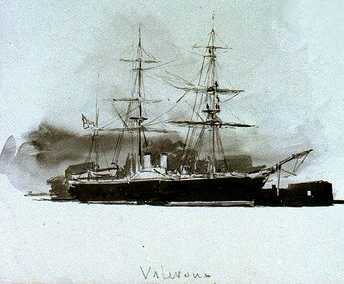
HMS Valorous (c. 1891)
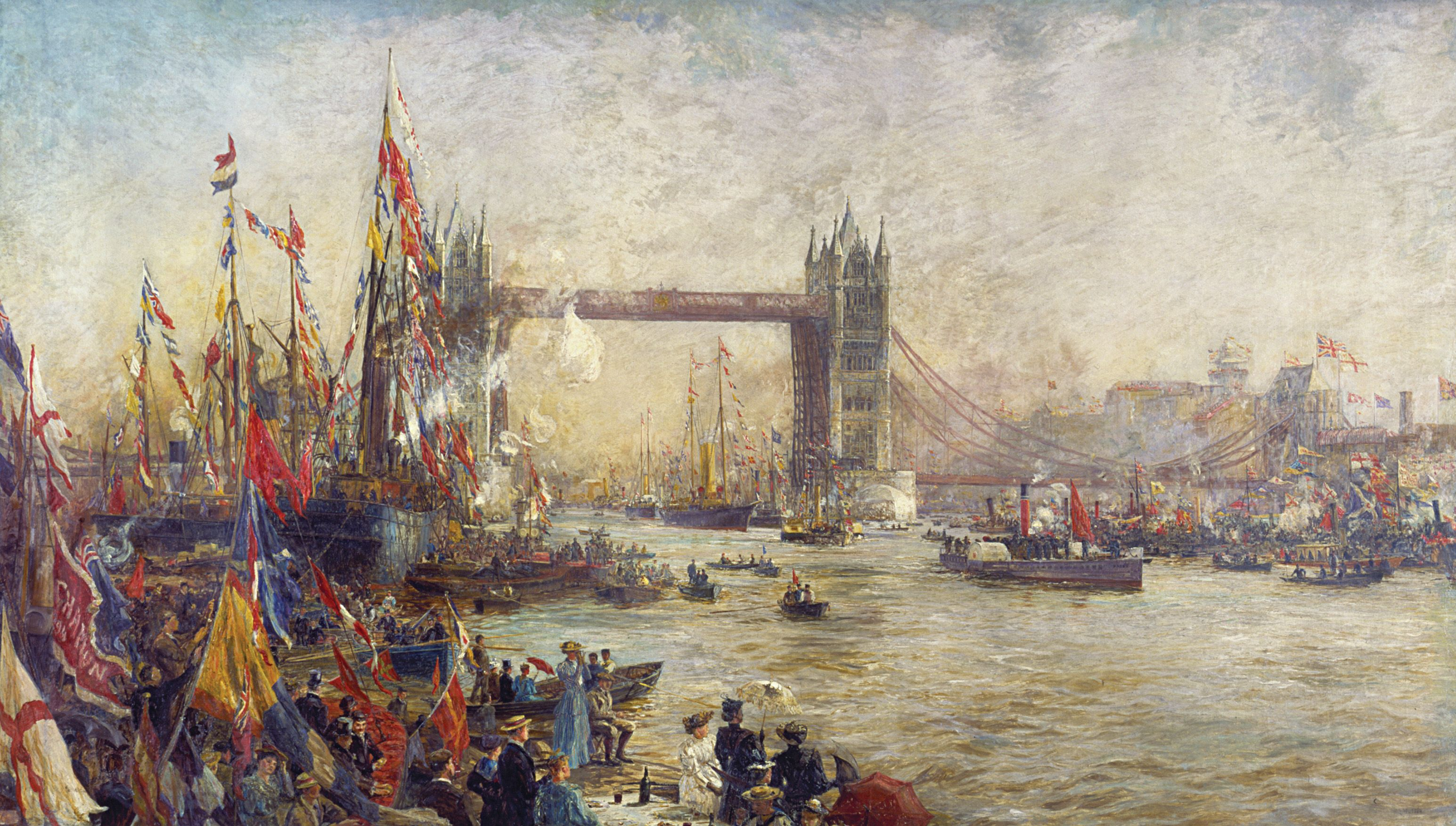
The Opening of Tower Bridge (1895)
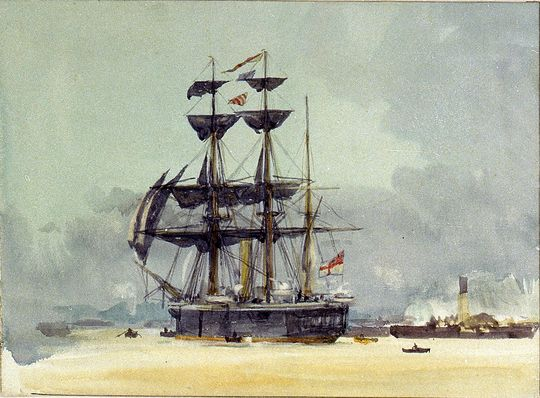
HMS Calypso (1897)
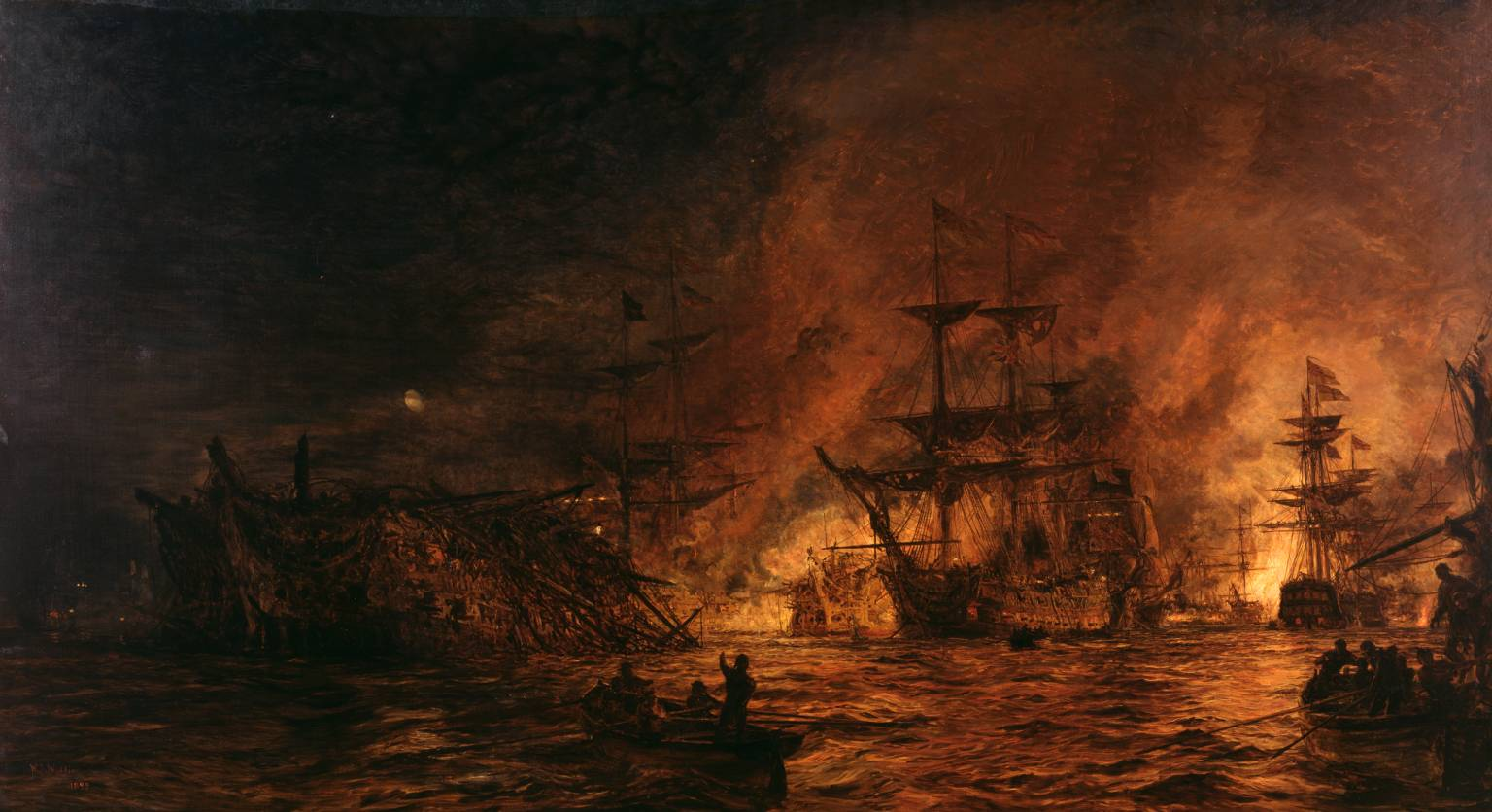
Battle of the Nile (1899)
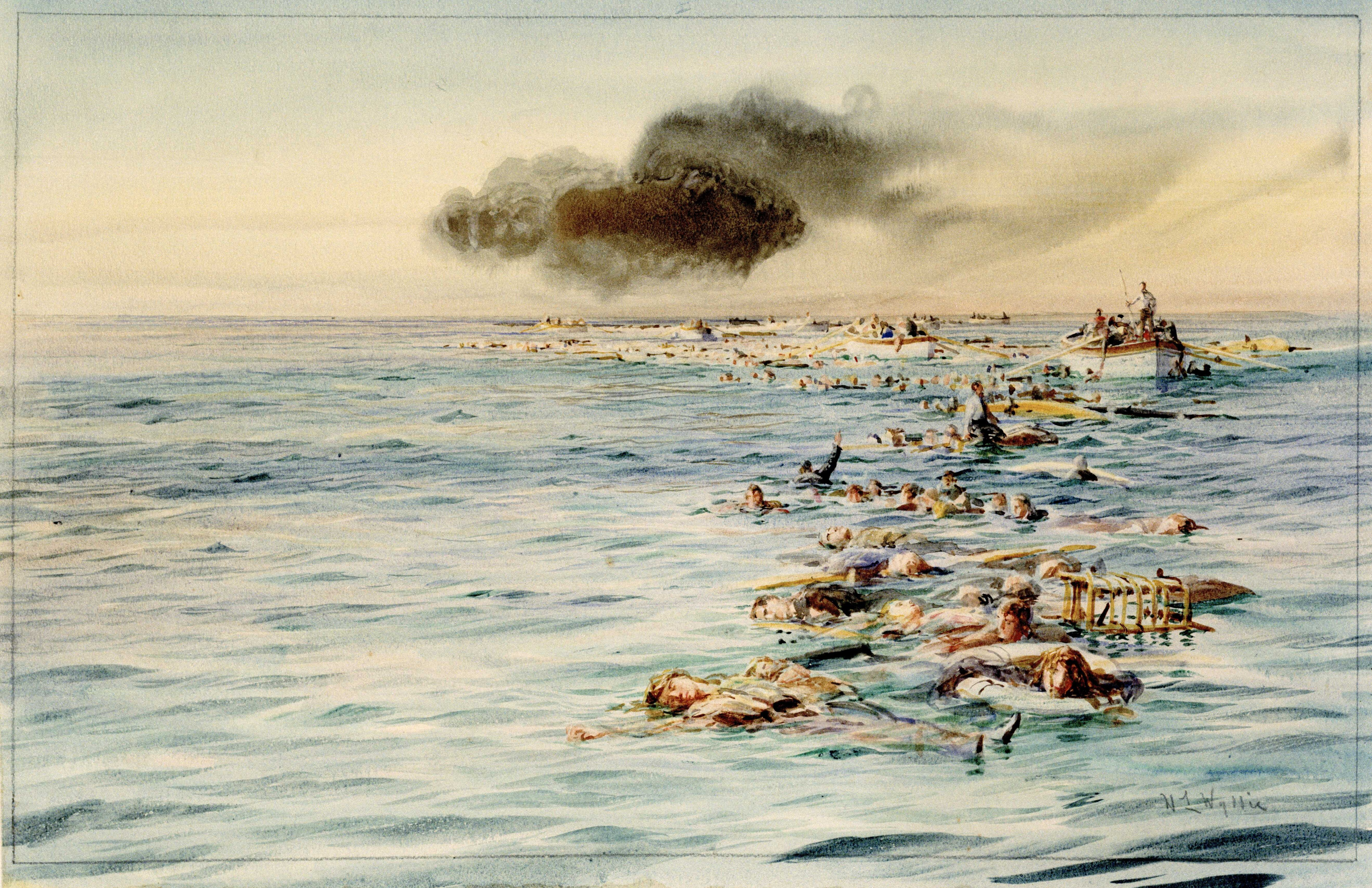
The Track of Lusitania (1915)